# اسون-گونار لارشون
اسون-گونار لارشون (سوئدی: Sven-Gunnar Larsson؛ زادهٔ ۱۰ مهٔ ۱۹۴۰) بازیکن فوتبال اهل سوئد بود.
از باشگاه‌هایی که در آن بازی کرده‌است می‌توان به باشگاه فوتبال استوک سیتی اشاره کرد.
وی همچنین در تیم ملی فوتبال سوئد بازی کرده‌است.